# Tour du Rwanda 2020
Il Tour du Rwanda 2020, ventitreesima edizione della corsa e valevole come prova dell'UCI Africa Tour 2020 categoria 2.1, si svolse in otto tappe dal 23 febbraio al 1º marzo 2020 su un percorso di 889 km, con partenza e arrivo a Kigali, in Ruanda. La vittoria fu appannaggio dell'eritreo Natnael Tesfatsion, il quale completò il percorso in 23h13'01", alla media di 38,624 km/h, precedendo il ruandese Moise Mugisha e lo svizzero Patrick Schelling, successivamente squalificato, lasciando vacante la terza posizione. 
Sul traguardo di Kigali 58 ciclisti, su 80 partiti dalla medesima località, portarono a termine la competizione.

## Tappe
| Tappa  | Data        | Percorso                                    | km    | Vincitore di tappa | Leader cl. generale |
| ------ | ----------- | ------------------------------------------- | ----- | ------------------ | ------------------- |
| 1ª     | 23 febbraio | Kigali > Kigali                             | 114,4 | Evgenij Fëdorov    | Evgenij Fëdorov     |
| 2ª     | 24 febbraio | Kigali > Huye                               | 120,5 | Mulu Hailemichael  | Evgenij Fëdorov     |
| 3ª     | 25 febbraio | Huye > Kamembe-Rusizi                       | 142   | Jhonatan Restrepo  | Biniam Girmay       |
| 4ª     | 26 febbraio | Kamembe-Rusizi > Rubavu                     | 206,3 | Natnael Tesfatsion | Natnael Tesfatsion  |
| 5ª     | 27 febbraio | Rubavu > Musanze                            | 84,7  | Jhonatan Restrepo  | Natnael Tesfatsion  |
| 6ª     | 28 febbraio | Musanze > Muhanga                           | 127,3 | Jhonatan Restrepo  | Natnael Tesfatsion  |
| 7ª     | 29 febbraio | Kigali > Muro di Kugali (cron. individuale) | 4,5   | Jhonatan Restrepo  | Natnael Tesfatsion  |
| 8ª     | 1º marzo    | Kigali > Kigali                             | 89,3  | José Manuel Díaz   | Natnael Tesfatsion  |
| Totale | Totale      | Totale                                      | 889   |                    |                     |

## Squadre e corridori partecipanti
| N.    | Cod. | Squadra                        |
| ----- | ---- | ------------------------------ |
| 1-5   | RWA  | Ruanda                         |
| 11-15 | TDE  | Total Direct Énergie           |
| 21-25 | ERI  | Eritrea                        |
| 31-35 | ISN  | Israel Start-Up Nation         |
| 41-45 | BIG  | Benediction Ignite XL          |
| 51-55 | SKO  | SKOL Adrien Niyonshuti Academy |
| 61-65 | ANS  | Androni Giocattoli-Sidermec    |
| 71-75 | NDP  | Nippo Delko Provence           |

| N.      | Cod. | Squadra                           |
| ------- | ---- | --------------------------------- |
| 81-85   | BAI  | Bike Aid                          |
| 91-95   | GSP  | Groupement Sportif des Pétroliers |
| 101-105 | TNN  | Team Novo Nordisk                 |
| 111-115 | VAM  | Vino-Astana Motors                |
| 121-125 | BSP  | BAI-Sicasal-Petro de Luanda       |
| 131-135 | PRO  | ProTouch Sports                   |
| 141-145 | ETH  | Etiopia                           |
| 151-155 | TSG  | Terengganu Inc. TSG Cycling Team  |

## Dettagli delle tappe

### 1ª tappa
- 23 febbraio: Kigali > Kigali – 114,4 km

Risultati
| Pos. | Corridore       | Squadra     | Tempo    |
| ---- | --------------- | ----------- | -------- |
| 1    | Evgenij Fëdorov | Vino-Astana | 2h44'59" |
| 2    | Henok Mulubrhan | Eritrea     | a 15"    |
| 3    | Biniam Girmay   | Nippo       | a 18"    |

| Pos. | Corridore       | Squadra     | Tempo    |
| ---- | --------------- | ----------- | -------- |
| 1    | Evgenij Fëdorov | Vino-Astana | 2h44'59" |
| 2    | Henok Mulubrhan | Eritrea     | a 15"    |
| 3    | Biniam Girmay   | Nippo       | a 18"    |

### 2ª tappa
- 24 febbraio: Kigali > Huye – 120,5 km

Risultati
| Pos. | Corridore         | Squadra | Tempo    |
| ---- | ----------------- | ------- | -------- |
| 1    | Mulu Hailemichael | Nippo   | 3h03'21" |
| 2    | Jhonatan Restrepo | Androni | s.t.     |
| 3    | Biniam Girmay     | Nippo   | s.t.     |

| Pos. | Corridore       | Squadra     | Tempo    |
| ---- | --------------- | ----------- | -------- |
| 1    | Evgenij Fëdorov | Vino-Astana | 5h48'20" |
| 2    | Henok Mulubrhan | Eritrea     | a 15"    |
| 3    | Biniam Girmay   | Nippo       | a 18"    |

### 3ª tappa
- 25 febbraio: Huye > Kamembe-Rusizi – 142 km

Risultati
| Pos. | Corridore         | Squadra | Tempo    |
| ---- | ----------------- | ------- | -------- |
| 1    | Jhonatan Restrepo | Androni | 3h47'39" |
| 2    | Biniam Girmay     | Nippo   | a 1"     |
| 3    | Henok Mulubrhan   | Eritrea | a 9"     |

| Pos. | Corridore       | Squadra    | Tempo    |
| ---- | --------------- | ---------- | -------- |
| 1    | Biniam Girmay   | Nippo      | 9h36'18" |
| 2    | Henok Mulubrhan | Eritrea    | a 5"     |
| 3    | Carlos Quintero | Terengganu | a 12"    |

### 4ª tappa
- 26 febbraio: Kamembe-Rusizi > Rubavu – 206,3 km

Risultati
| Pos. | Corridore          | Squadra  | Tempo    |
| ---- | ------------------ | -------- | -------- |
| 1    | Natnael Tesfatsion | Eritrea  | 5h34'46" |
| 2    | Kent Main          | ProTouch | a 1"     |
| 3    | Moise Mugisha      | SKOL     | a 8"     |

| Pos. | Corridore          | Squadra  | Tempo     |
| ---- | ------------------ | -------- | --------- |
| 1    | Natnael Tesfatsion | Eritrea  | 15h11'22" |
| 2    | Moise Mugisha      | SKOL     | a 2'11"   |
| 3    | Kent Main          | ProTouch | a 3'15"   |

### 5ª tappa
- 27 febbraio: Rubavu > Musanze – 84,7 km

Risultati
| Pos. | Corridore          | Squadra | Tempo    |
| ---- | ------------------ | ------- | -------- |
| 1    | Jhonatan Restrepo  | Androni | 2h08'19" |
| 2    | Romain Cardis      | Total   | s.t.     |
| 3    | Natnael Tesfatsion | Eritrea | s.t.     |

| Pos. | Corridore          | Squadra  | Tempo     |
| ---- | ------------------ | -------- | --------- |
| 1    | Natnael Tesfatsion | Eritrea  | 17h19'41" |
| 2    | Moise Mugisha      | SKOL     | a 2'11"   |
| 3    | Kent Main          | ProTouch | a 3'22"   |

### 6ª tappa
- 28 febbraio: Musanze > Muhanga – 127,3 km

Risultati
| Pos. | Corridore         | Squadra    | Tempo    |
| ---- | ----------------- | ---------- | -------- |
| 1    | Jhonatan Restrepo | Androni    | 3h09'32" |
| 2    | Patrick Schelling | Israel     | s.t.     |
| 3    | Carlos Quintero   | Terengganu | s.t.     |

| Pos. | Corridore          | Squadra    | Tempo     |
| ---- | ------------------ | ---------- | --------- |
| 1    | Natnael Tesfatsion | Eritrea    | 20h31'59" |
| 2    | Moise Mugisha      | SKOL       | a 1'08"   |
| 3    | Carlos Quintero    | Terengganu | a 2'07"   |

### 7ª tappa
- 29 febbraio: Kigali > Muro di Kugali – Cronometro individuale – 4,5 km

Risultati
| Pos. | Corridore         | Squadra | Tempo |
| ---- | ----------------- | ------- | ----- |
| 1    | Jhonatan Restrepo | Androni | 6'32" |
| 2    | Biniam Girmay     | Nippo   | a 2"  |
| 3    | Patrick Schelling | Israel  | a 6"  |

| Pos. | Corridore          | Squadra | Tempo     |
| ---- | ------------------ | ------- | --------- |
| 1    | Natnael Tesfatsion | Eritrea | 20h38'58" |
| 2    | Moise Mugisha      | SKOL    | a 1'30"   |
| 3    | Patrick Schelling  | Israel  | a 1'49"   |

### 8ª tappa
- 1º marzo: Kigali > Kigali – 89,3 km

Risultati
| Pos. | Corridore        | Squadra  | Tempo    |
| ---- | ---------------- | -------- | -------- |
| 1    | José Manuel Díaz | Nippo    | 2h33'34" |
| 2    | Moise Mugisha    | SKOL     | a 3"     |
| 3    | Kent Main        | ProTouch | a 7"     |

| Pos. | Corridore          | Squadra | Tempo     |
| ---- | ------------------ | ------- | --------- |
| 1    | Natnael Tesfatsion | Eritrea | 23h13'01" |
| 2    | Moise Mugisha      | SKOL    | a 54"     |
| 3    | Patrick Schelling  | Israel  | a 1'32"   |

## Evoluzione delle classifiche
| Tappa             | Vincitore          | Classifica generale Maglia gialla | Classifica scalatori Maglia arancione | Classifica giovani Maglia bianca-azzurra | Classifica a squadre        |
| ----------------- | ------------------ | --------------------------------- | ------------------------------------- | ---------------------------------------- | --------------------------- |
| 1ª                | Evgenij Fëdorov    | Evgenij Fëdorov                   | Evgenij Fëdorov                       | Evgenij Fëdorov                          | Vino-Astana Motors          |
| 2ª                | Mulu Hailemichael  | Evgenij Fëdorov                   | Evgenij Fëdorov                       | Evgenij Fëdorov                          | Vino-Astana Motors          |
| 3ª                | Jhonatan Restrepo  | Biniam Girmay                     | Dawit Yemane                          | Biniam Girmay                            | Eritrea                     |
| 4ª                | Natnael Tesfatsion | Natnael Tesfatsion                | Carlos Oyarzún                        | Natnael Tesfatsion                       | Eritrea                     |
| 5ª                | Jhonatan Restrepo  | Natnael Tesfatsion                | Carlos Oyarzún                        | Natnael Tesfatsion                       | Eritrea                     |
| 6ª                | Jhonatan Restrepo  | Natnael Tesfatsion                | Carlos Oyarzún                        | Natnael Tesfatsion                       | Androni Giocattoli-Sidermec |
| 7ª                | Jhonatan Restrepo  | Natnael Tesfatsion                | Carlos Oyarzún                        | Natnael Tesfatsion                       | Androni Giocattoli-Sidermec |
| 8ª                | José Manuel Díaz   | Natnael Tesfatsion                | Rein Taaramäe                         | Natnael Tesfatsion                       | Androni Giocattoli-Sidermec |
| Classifica finale | Classifica finale  | Natnael Tesfatsion                | Rein Taaramäe                         | Natnael Tesfatsion                       | Androni Giocattoli-Sidermec |

Maglie indossate da altri ciclisti in caso di due o più maglie vinte
- Nella 2ª e 3ª tappa Rnus Byiza Uhiriwe ha indossato la maglia arancione al posto di Yevgeniy Fedorov e Henok Mulubrhan ha indossato la maglia bianca-azzurra al posto di Yevgeniy Fedorov.
- Nella 4ª tappa Henok Mulubrhan ha indossato la maglia bianca-azzurra al posto di Biniam Girmay.
- Dalla 5ª all'8ª tappa Moise Mugisha ha indossato la maglia bianca-azzurra al posto di Natnael Tesfatsion.

## Classifiche finali

### Classifica generale - Maglia gialla
| Pos. | Corridore         | Squadra    | Tempo     |
| ---- | ----------------- | ---------- | --------- |
| 1    | N. Tesfatsion     | Eritrea    | 23h13'01" |
| 2    | Moise Mugisha     | SKOL       | a 54"     |
| 3    | Patrick Schelling | Israel     | a 1'32"   |
| 4    | Kent Main         | ProTouch   | a 1'34"   |
| 5    | Simone Ravanelli  | Androni    | a 2'03"   |
| 6    | Carlos Quintero   | Terengganu | a 2'25"   |
| 7    | Jhonatan Restrepo | Androni    | s.t.      |
| 8    | Awet Gebremedhin  | Israel     | a 3'55"   |
| 9    | Mulu Hailemichael | Nippo      | a 4'27"   |
| 10   | Henok Mulubrhan   | Eritrea    | a 4'42"   |

### Classifica scalatori - Maglia arancione
| Pos. | Corridore          | Squadra     | Punti |
| ---- | ------------------ | ----------- | ----- |
| 1    | Rein Taaramäe      | Total       | 45    |
| 2    | Moise Mugisha      | SKOL        | 42    |
| 3    | Eric Manizabayo    | Benediction | 41    |
| 4    | Didier Munyaneza   | Benediction | 38    |
| 5    | Patrick Byukusenge | Benediction | 37    |

### Classifica giovani - Maglia bianca-azzurra
| Pos. | Corridore         | Squadra     | Tempo     |
| ---- | ----------------- | ----------- | --------- |
| 1    | N. Tesfatsion     | Eritrea     | 23h13'01" |
| 2    | Moise Mugisha     | SKOL        | a 54"     |
| 3    | Mulu Hailemichael | Nippo       | a 4'27"   |
| 4    | Henok Mulubrhan   | Eritrea     | a 4'42"   |
| 5    | Eric Manizabayo   | Benediction | a 7'03"   |

### Classifica a squadre
| Pos. | Squadra                     | Tempo     |
| ---- | --------------------------- | --------- |
| 1    | Androni Giocattoli-Sidermec | 69h56'56" |
| 2    | Eritrea                     | a 2'01"   |
| 3    | Nippo Delko Provence        | a 4'57"   |
| 4    | Israel Start-Up Nation      | a 24'29"  |
| 5    | Ruanda                      | a 37'22"  |